# Siphona ceres
Siphona ceres är en tvåvingeart som först beskrevs av Charles Howard Curran 1932.  Siphona ceres ingår i släktet Siphona och familjen parasitflugor.
Artens utbredningsområde är Guatemala. Inga underarter finns listade i Catalogue of Life.